# Muzeum Śląskie w Görlitz
Muzeum Śląskie w Görlitz (niem. Schlesisches Museum zu Görlitz) – muzeum w Görlitz, instytucja kulturalna prezentująca rzemiosło artystyczne i dzieła sztuki z obszaru Śląska. Muzeum otwarto 13 maja 2006 w kompleksie budynków Schönhof, Mittelhaus i Hallenhaus przy Targu Rybnym (Fischmarkt) i Dolnym Rynku (Untermarkt) w Görlitz.
Całość ekspozycji jest dwujęzyczna (niemiecka, polska).
Muzeum jest finansowane przez fundację Stiftung Schlesisches Museum zu Görlitz.

## Literatura
Muzeum Śląskie w Görlitz. Muzeum europejskiego regionu kulturowego.
Wyd. M.Bauer, J.Brade, M.Kügler i M.Pietsch, Halle 2006, tekst niem/pol, ISBN 3-89923-123-6.